# U-Bahn-Museum Tokio
Das U-Bahn-Museum Tokio (japanisch 地下鉄博物館 Chikatetsu Hakubutsukan, englisch Tokyo Metro Museum, kurz: Chikahaku) ist ein 1986 eröffnetes und ebenerdig liegendes Verkehrsmuseum im U-Bahnhof Kasai der Tōzai-Linie im Stadtbezirk Edogawa in Tokio. Es wird betrieben von der gemeinnützigen Stiftung Metro Cultural Foundation (公益財団法人メトロ文化財団 Kōekizaidan hōjin metoro bunkazaidan), die zur Tōkyō Metro gehört.

## Geschichte
Im Rahmen seiner gemeinnützigen Tätigkeit begann 1983 der U-Bahn-Unterstützungsverein (地下鉄互助会 Chikatetsu Gojokai) Pläne für den Bau eines U-Bahn-Museums zu entwerfen. Im Februar 1985 startete das ca. 22 Millionen Euro teure Bauvorhaben. Das Museum eröffnete ein Jahr darauf am 12. Juli 1986 seine Pforten für die Besucher. Noch kurz vor der Eröffnung hatte eine Ausstellung des „Transportation Museums“ (交通博物館 Kōtsū hakubutsukan), das seinen Sitz im Stadtteil Kanda-Sudachō im Stadtbezirk Chiyoda hatte, stattgefunden. Das Transportation Museum, das bereits seit 1934 bestand, wurde 2006 geschlossen. Als Nachfolger wurde 2007 das Eisenbahnmuseum Saitama eingerichtet.
Nach dem verheerenden Erdbeben von Kōbe 1995 („Hanshin-Awaji-Erdbebenkatastrophe“) wurden landesweit alle Hochbrücken auf ihre Erdbebensicherheit hin überprüft und durch Baumaßnahmen überholt. Auch an der Tōzai-Linie mussten Verbesserungsmaßnahmen durchgeführt werden, weshalb das Museum fast ein Jahr lang, von Juli 2002 bis Mai 2003, geschlossen blieb. Diese Pause nutzte man, um die gesamte Ausstellung zu reorganisieren.

## Themenräume
Das Museum besitzt auf einer Ausstellungsfläche von 3535 m² insgesamt sieben Räume mit unterschiedlichen Themenbereichen, in denen 600 Ausstellungsstücke präsentiert werden. Die Schwerpunkte der Themenräume sind:
1. Geschichte der U-Bahn
2. Bau einer U-Bahn
3. Sicherheit rund um die U-Bahn
4. Fahrgastbetreuung
5. Funktionsweise von Zügen
6. japanische und internationale U-Bahnen
7. U-Bahn Play Land[1]

Darüber hinaus gibt es im Museum noch ein Auditorium für Vorträge, einen Museumsshop, einen Bereich für Sonderausstellungen, eine Bibliothek und einen Simulator (Metro Panorama), eine Modelleisenbahn, die  viermal täglich von ausgebildeten Triebfahrzeugführer mit Erläuterungen vorgeführt wird.

## Ausstellungsstücke
Unter den 600 Ausstellungsstücken befindet sich zunächst einmal eine Anzahl historischer Züge. Zu den ausgestellten Wagen gehört etwa der erste Wagen aus der Baureihe 300 der Marunouchi-Linie. Außerdem zu sehen ist ein historischer Zug Nr. 129 der Tokioter S-Bahn aus der Baureihe 100 (東京高速鉄道100形電車). Außerdem ein historischer Wagen der U-Bahn in Tokio aus der Baureihe 1000, der 2017 zum Wichtigen Kulturgut deklariert wurde. Der Zug stammt aus dem Jahr 1927 und befuhr die erste in Japan eröffnete U-Bahn-Strecke zwischen dem Bahnhof Ueno und dem Bahnhof Asakusa. Weiterhin ist ein Wagen der Serie 01 der Tokyo Metro (営団01系電車) zu sehen. Dazu findet man auch Motorwagen, die zur Inspektion von Tunnel verwendet werden.
Neben den Zügen werden auch Nachbildungen von U-Bahn-Einrichtungen gezeigt. Dazu gehört eine Nachbildung des historischen Bahnsteigs des Bahnhofs Ueno an der Ginza-Linie in dem Zustand von 1927, als der Bahnhof als erster Streckenabschnitt der U-Bahn eröffnet wurde. Außerdem die in Japan gängige automatische Fahrkartenkontrolle (自動改札機 Jidō kaisatsuki) an den U-Bahn-Eingängen. Sie bestehen aus den Fahrkartenautomaten und einer kleinen Schleuse, an der die Fahrkarten automatisch gesprüft und gestempelt werden.

## Galerie

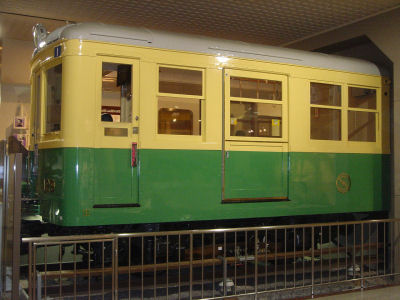
Tokioter S-Bahn-Baureihe 100 (Gehäuseausschnitt)
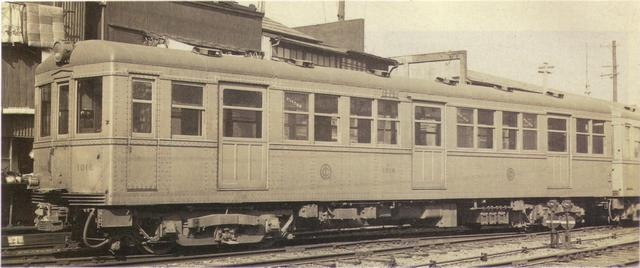
Baureihe 1000 der U-Bahn und wichtiges Kulturgut
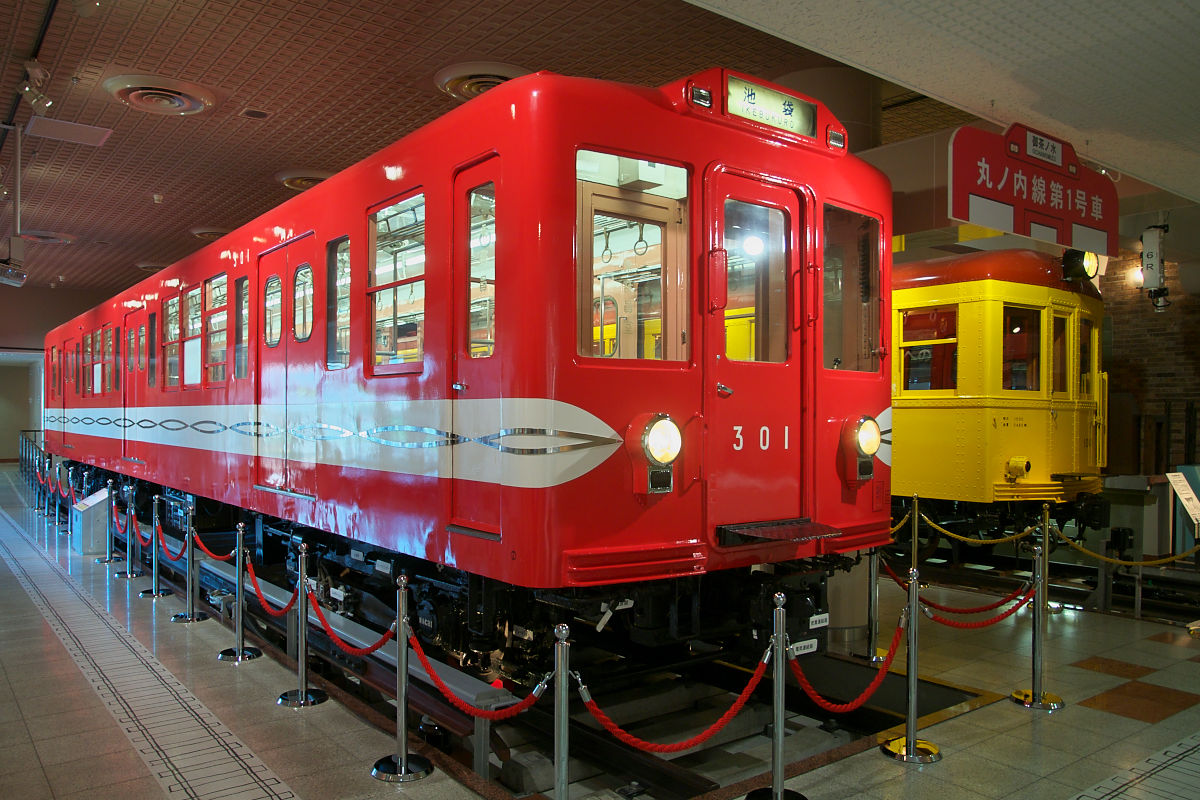
Wagen 301 der Baureihe 300
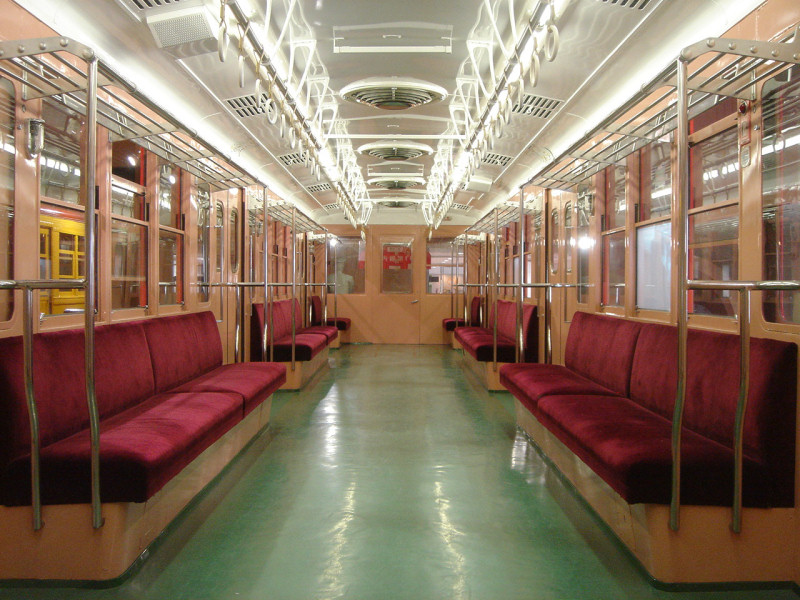
Blick in das Innere des Wagens 301 der Baureihe 300
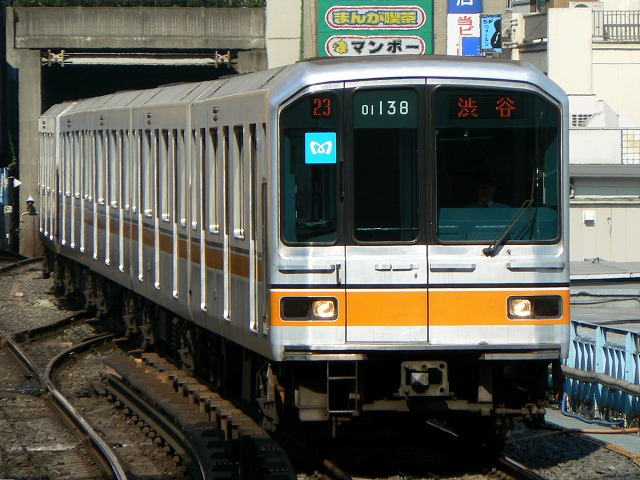
Beispiel Serie 01 der Tokyo Metro (im Museum als Gehäuseausschnitt)
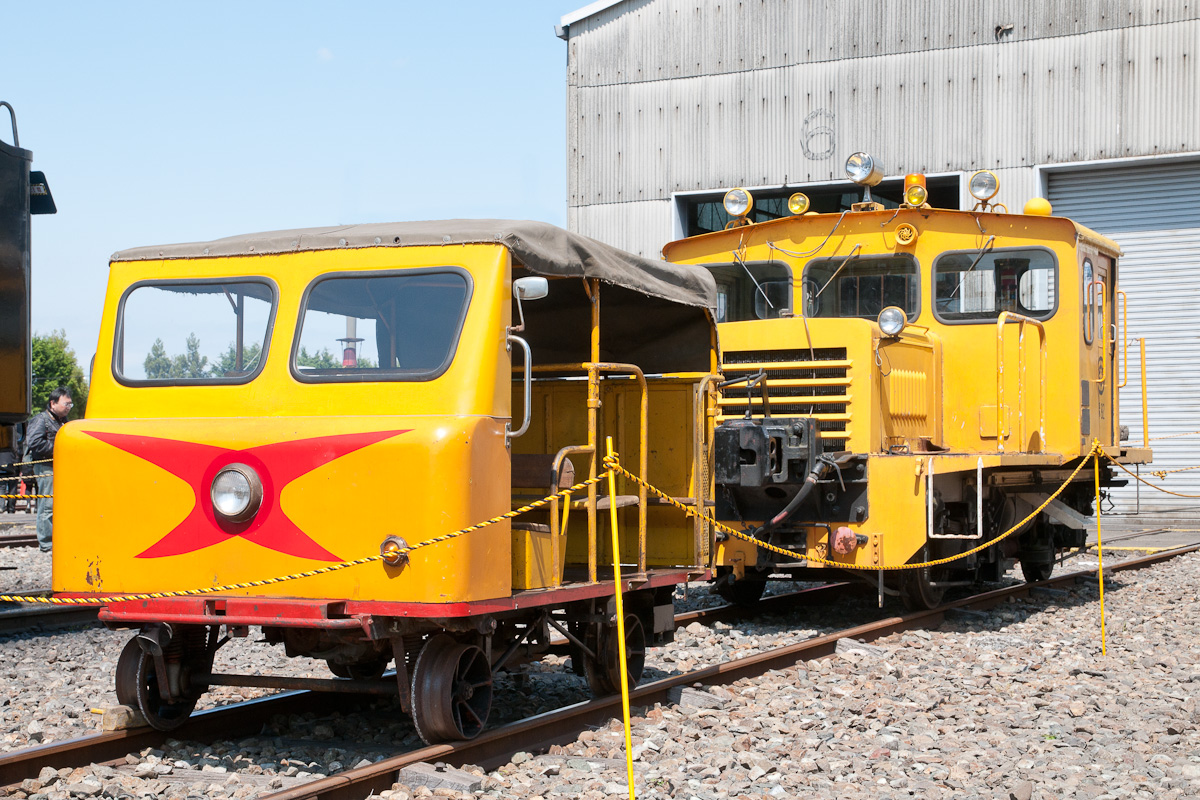
Beispiel für einen Motorwagen
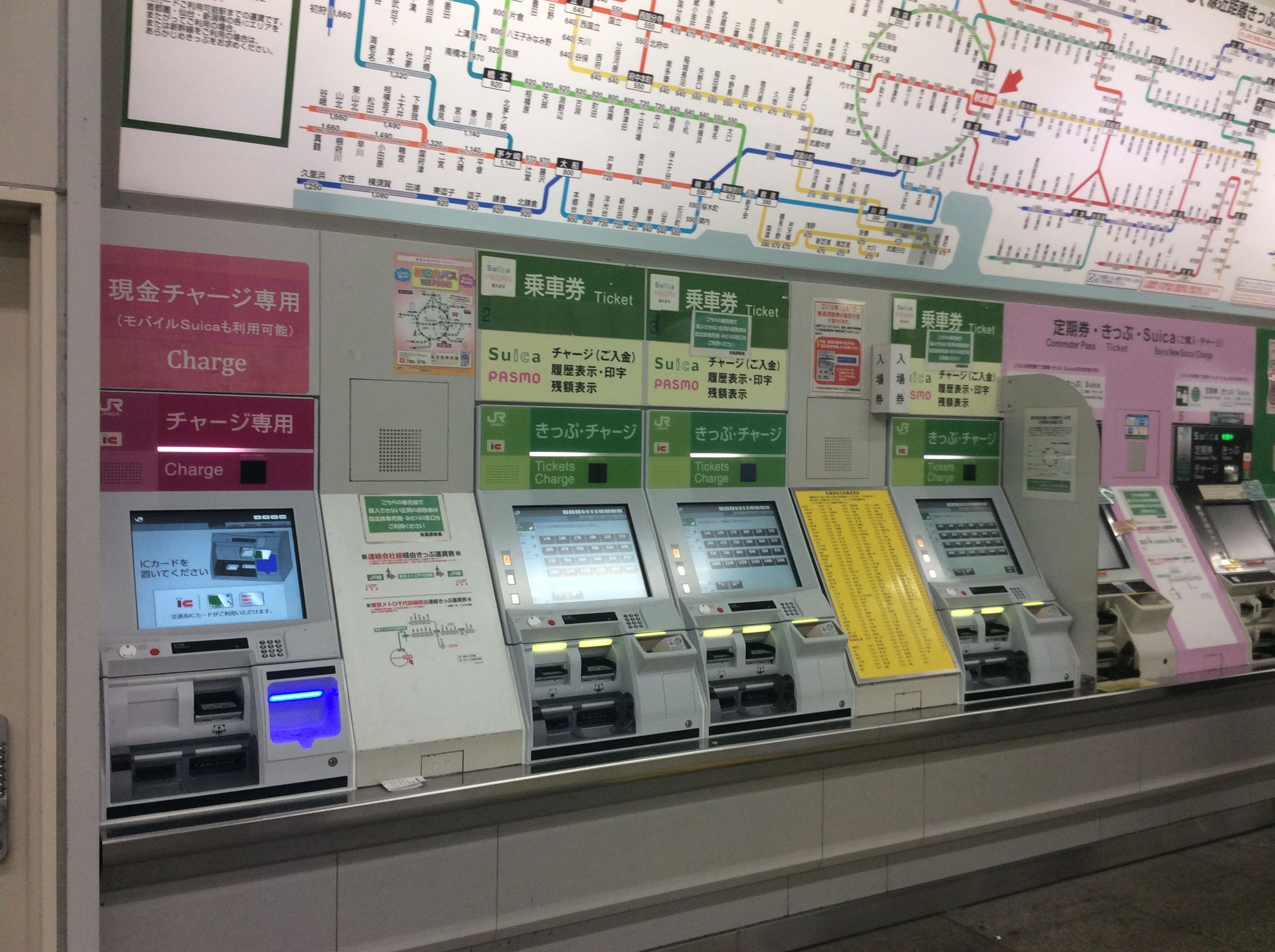
Fahrkartenautomat in Akihabara